# مراسم شهادة البكالوريا

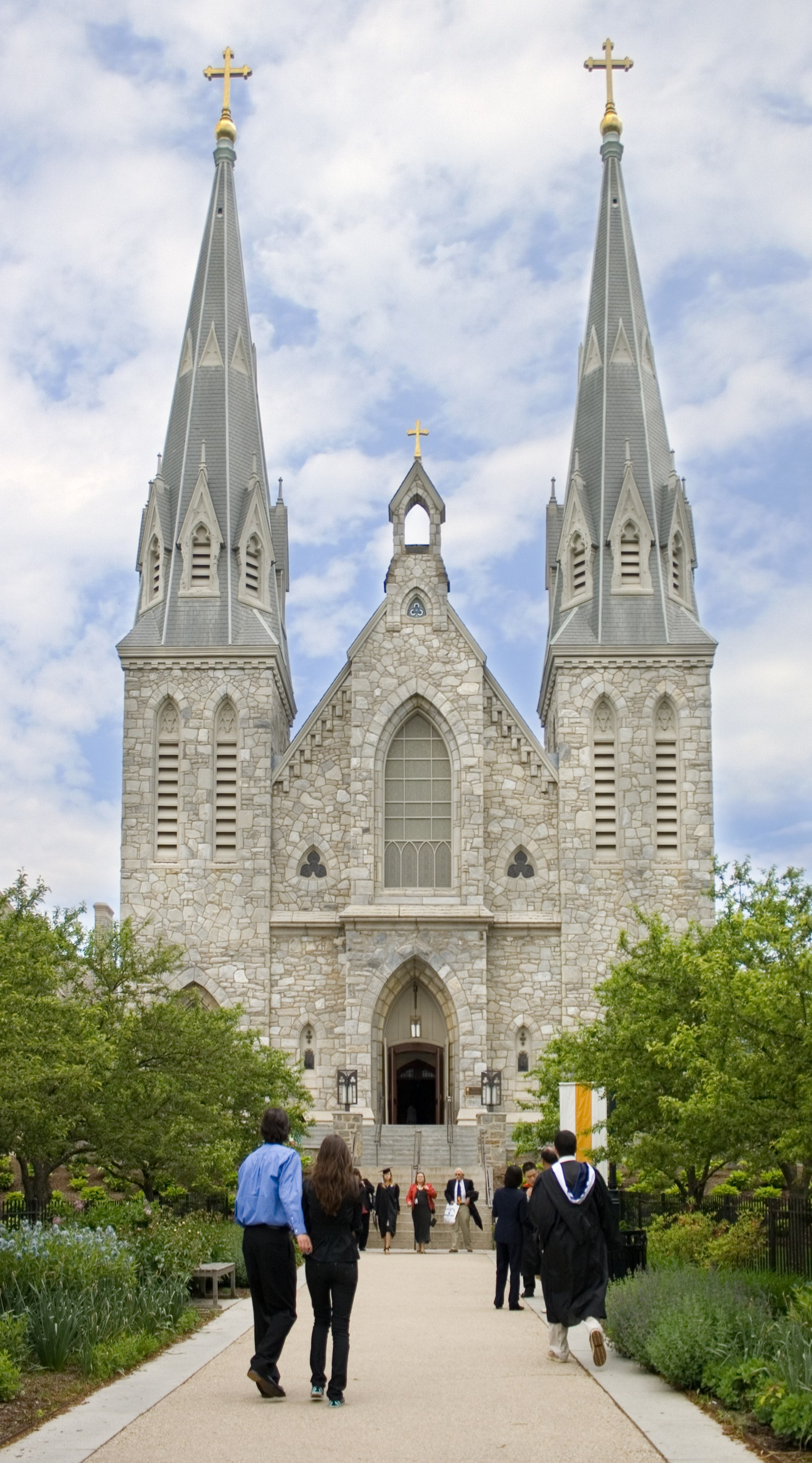
كنيسة سانت توماس في فيلانوفا في أثناء مراسم شهادة البكالوريا في جامعة فيلانوفا خلال عام 2008.

 تُعد مراسم تسليم شهادة البكالوريا (أو، شهادة البكالوريا قداس في حالة المؤسسات التابعة لـ الكنيسة الكاثوليكية والمعاهد الدينية التابعة لها) احتفالاً بتكريم أوائل الخريجين من الكلية أو الثانوية العامة. ويعد هذا الحدث من المراسم المسيحية التقليدية التي تعمل على الجمع بين كل الأديان، على الرغم من أنها قد تبدو أيضًا ذات طبيعة كاثوليكية صارمة.
وتعقد هذه المراسم في غضون بضعة أيام من التخرج و/أو ربما يكون بداية الاحتفال يوم الأحد قبل، اليوم الذي يسبق يوم التخرج أو يسبق التخرج مباشرة. وعادة ما يكون المتحدثون المختارون من قادة المجتمعات المحلية أو أعضاء هيئة تدريس أو طلاب أو زعماء دينيين محليين وربما يتم انتخابهم من قبل الخريجين. وغالبًا ما يتخلل الكلمات أداء موسيقي ودراما وطقوس عبادة. وقد تتراوح خطب شهادة البكالوريا في زمنها من أقل من نصف ساعة حتى إنها قد تصل إلى أربع ساعات.[بحاجة لمصدر]

## معلومات تاريخية
مراسم البكالوريا مستمدة من التقاليد الأوروبي التي كانت متبعة في القرون الوسطى للخطاب الوعظي لتقديم مرتبة الشرف (لاوري) إلى المرشحين للحصول على درجة البكالوريوس (باكا). ويُعد حفل البكالوريا بمثابة مراسم للعبادة احتفالاً بعيد الشكر للأشخاص الذين كرسوا حياتهم للتعلم واكتساب الحكمة.
ولذلك يُعتقد أن مراسم شهادة البكالوريا نشأت في جامعة أوكسفورد في عام 1432 عندما طُلب من كل مُتخرج إلقاء موعظة بـ اللغة اللاتينية كجزء من الشروط الأكاديمية للتخرج.[بحاجة لمصدر] ومنذ تأسيس الجامعات الأولى في أمريكا لتثقيف القساوسة بشكل أساسي، فقد استمرت التقاليد البريطانية في المحافظة على إجراء مراسم البكالوريا.
ونظرًا لقرارات المحكمة العليا للولايات المتحدة فيما يتعلق بـ الفصل بين الكنيسة والدولة، فلا تُعد مراسم شهادة البكالوريا مراسم رسمية، ولكنها عبارة عن احتفالات ترعاها المدارس الحكومية الأمريكية. ومع ذلك، تنظم العديد من المدارس احتفالات يتولى الطلاب تنظيمها في أماكن خاصة ولا يُنفق عليها من أموال حكومية، وعلى هذا النحو يُسمح لها من قبل القانون بصورة كاملة. وحتى السنوات الأخيرة، كانت مراسم شهادة البكالوريا شائعة في المدارس الحكومية الأمريكية.
‌